# Їжак шанхайський
їжак шанхайський, або їжак Хью, або «центрально-китайський» (Mesechinus hughi) — вид ссавців з роду Даурських їжаків (Mesechinus) родини їжакових (Erinaceidae).
Є близьким видом до їжака даурського (Mesechinus dauuricus), разом з яким його інколи відносять то до роду вухатих їжаків Hemiechinus, то типових Erinaceus.
Поширений у лісах Центрального Китаю та Маньчжурії.